# Стоян Саладинов
Стоян Саладинов е български експерт по бойни изкуства и е участвал в много състезания в Кнежа, дългогодишен треньор на специализирания отряд за борба с тероризма (СОБТ), и видна фигура в развитието на бойното самбо в България. Той има над 20 години опит в обучението на елитни командоси и е участвал в международни програми за подготовка на специални части.

## Биография
Стоян Саладинов започва кариерата си като спортист, специализирайки се в бойни изкуства и бойно самбо. След успешна състезателна кариера, той насочва усилията си към обучението на елитни специални отряди, работейки основно със СОБТ. През годините е участвал в обучения със специални части от Русия, Германия и Франция. Неговата работа е фокусирана върху подготовката за борба с тероризма, където използва бойното самбо като основа за тренировки.

## Кариера в СОБТ
Саладинов е основен инструктор на специализирания отряд за борба с тероризма СОБТ в продължение на почти две десетилетия. Работата му включва тренирането на командоси за физическа издръжливост, тактическа подготовка и бойни умения. Участвал е в операции за залавяне на престъпници и спасителни мисии. Той също така е отговарял за охраната на световни лидери, включително и на руския президент Владимир Путин.

## Принос в бойното самбо
Саладинов играе ключова роля в популяризирането на бойното самбо в България. Той става част от националния отбор по бойно самбо и помага за развитието на този спорт като основа за подготовка на елитни бойци. Подготовката му включва и създаване на тренировъчни програми, които да подобрят физическите и бойни умения на състезателите.

## Личен живот и философия
Стоян Саладинов вярва, че ключът към успеха е постоянството, трудолюбието и желанието да помагаш на другите. Той насърчава единството сред българите и е привърженик на философията, че България е едно от най-добрите места за живот, ако хората си сътрудничат и работят усилено.